# 急行券
急行券（きゅうこうけん）は、日本の鉄道において、乗客が急行列車を利用する際に乗車券に加えて必要となる急行料金の券である。

## 概要
乗車の対価である「乗車券」に対し、到達時間の短縮や特別な客室など追加的なサービスの対価として購入する「料金券」の一種である。
ヨーロッパの鉄道では列車単位で料金設定を行う包括運賃制度が一般的であり、急行券のような制度をとっていない。乗車券には料金のみが記載され、内訳は記載されない。包括運賃は国際的な高速鉄道から採用されるようになり、ユーロスターやタリスでは最初から包括運賃を採用している。
韓国、台湾、中国のでも包括運賃と同じ考え方の料金体系が設定されている。

## 日本の鉄道急行料金

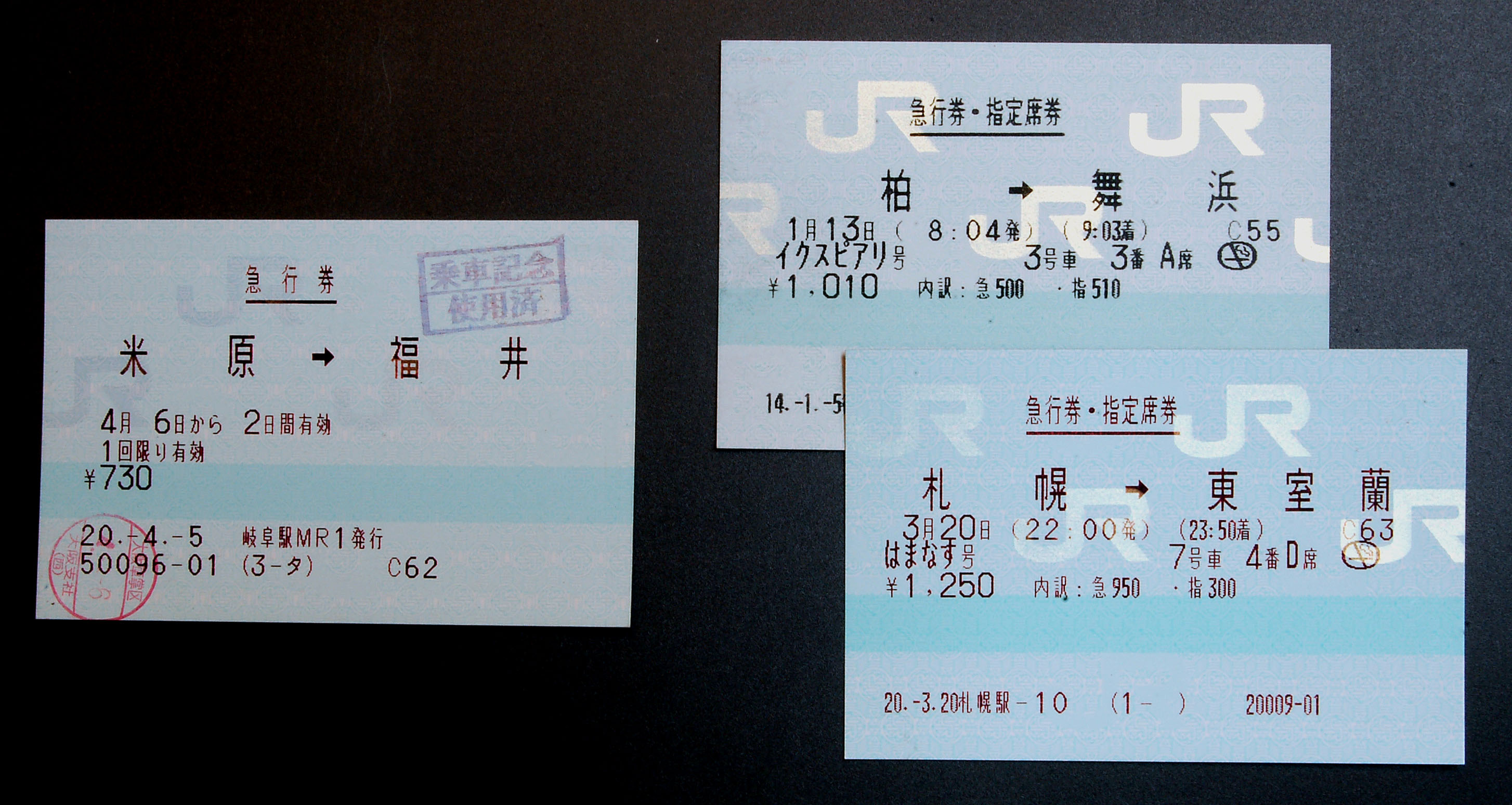
JRにおける急行券の例。単独の急行券では座席を指定しない（左）ため、しばしば指定席券と同一券片で発行される（右）。

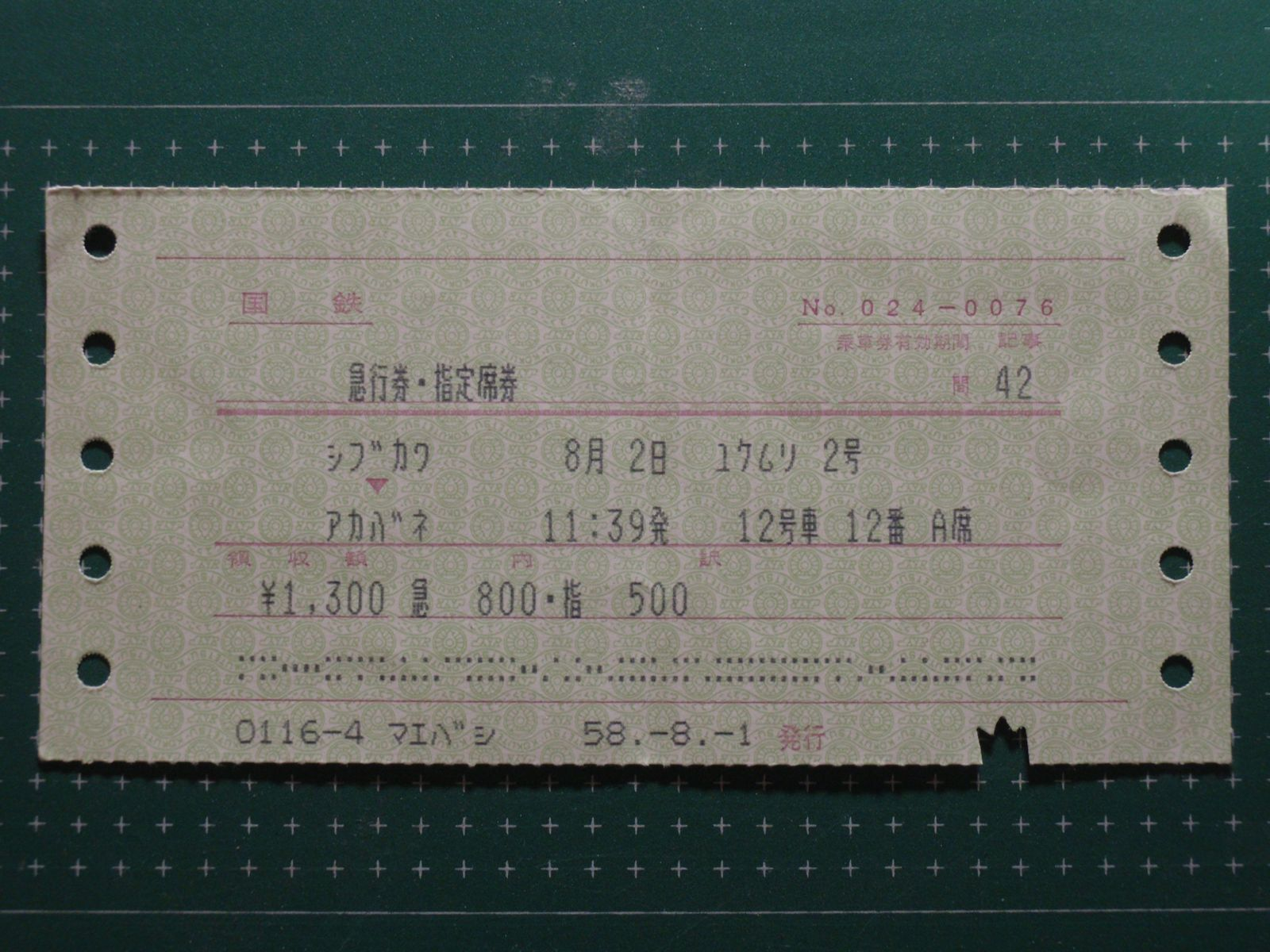
日本の国鉄時代にマルスで発行された急行券の例。指定席券と同一券片で発行されたもの。

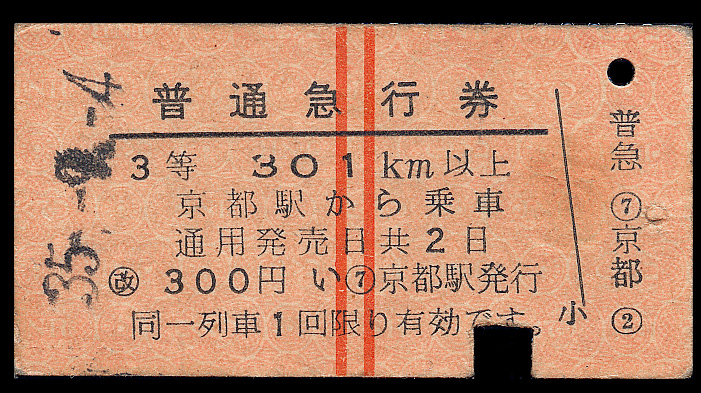
日本の国鉄が発行した硬券の急行券。赤いラインが2本入っていた。

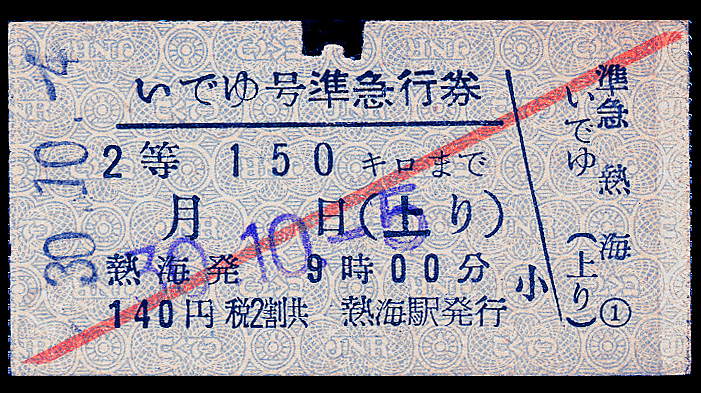
日本の国鉄時代、準急列車にも準急行券を必要とした。赤いラインが1本入っていた。

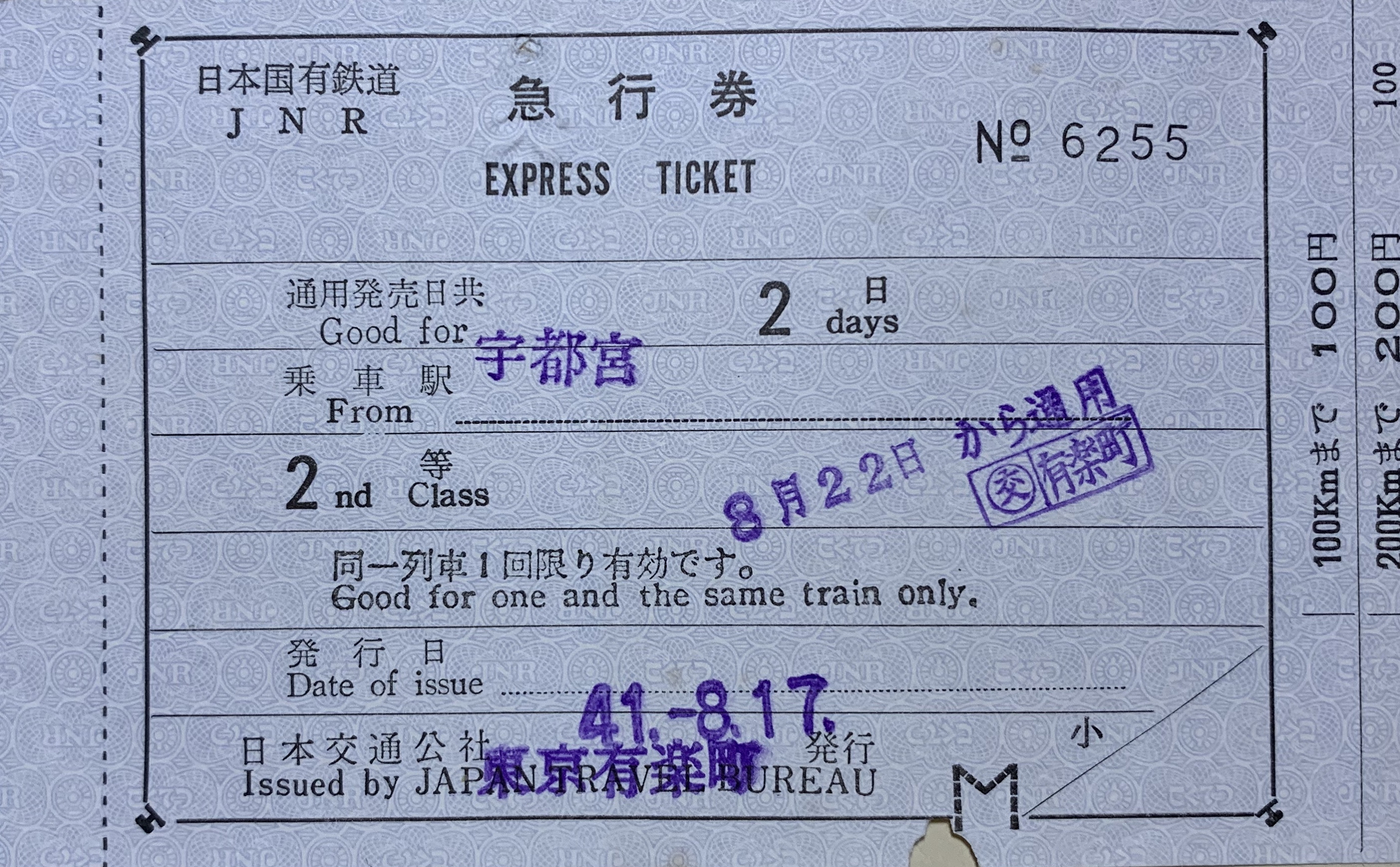
国鉄時代の急行券（日本交通公社発行）

### JR線
JR線では旅客営業規則上、「急行列車」とは普通急行列車（いわゆる急行）と特別急行列車（いわゆる特急）の総称であり、「急行券」についてもそれに準ずるが、一般に「急行券」と呼称する場合は、前者に通用する「普通急行券」を指す。以下、これを踏まえ次のような用語法により述べる。
- 急行列車または急行 - 普通急行列車を指す。
  - 急行券 - 普通急行券を指す。
- 規則上の急行列車 - 普通急行列車および特別急行列車の総称とする。
  - 規則上の急行券 - 普通急行券（急行券）および特別急行券（特急券）の総称とする。

急行券の購入により、急行列車の普通車自由席を利用できる。急行券には座席指定券の効力はない。急行列車の普通車指定席を利用する場合は、急行券に加え指定席券を別途購入する必要がある。
- JR線の場合、規則上の急行列車は「目的地まで普通列車に優先して運送する列車」という位置づけであり、より速く旅行できることの対価として料金を定めるものである。このうち急行列車は、営業政策の歴史上、自由席を主体として編成されたものであったことから、座席指定券は追加的に別途発売されるものとなった。そのため、かつてはいわゆる「繁忙期」に始発駅においては乗車整理券を発行していたことがあった。
- かつて「準急行列車」（準急）が運転されていた時代には準急行券が発売されたが、当初は急行券に比べ安価に設定されていた。これは、車両設備を急行列車より簡易なものと位置付けたことによるが、後に153系電車や55系気動車のように急行列車同等の車両設備を持つ車両で運転されるようになったこと、および料金制度の簡略化のため、制度末期には100 kmまでの設定となり、のちに廃止された

- 函館本線を運行していた急行「アカシヤ」では、運行区間の一部を急行から準急に格下げするという列車があったが、当該列車の種別の異なる区間を通して乗車する場合には「急行・準急券」という結合した料金券を発行したとされる。
- 第1種身体障害者および第1種知的障害者が介護者とともに普通急行列車に乗車する場合は、割引が適用される[4][5]。

2016年（平成28年）以降、急行列車は臨時列車のみとなっているため（こちらも参照）、急行券の発売は当該列車が運行され、それに乗車する場合に限定される。
またかつては、旧宇高連絡船に存在したホバークラフトや高速艇による急行便に乗船する時に必要な連絡船急行券や、「急行」を称したバスを運行していた白棚線など国鉄バスの一部路線ではバス急行券も存在した。ともに座席指定ではないが、便名を指定してみどりの窓口で発売されていた。

#### 料金と効力
- JR線の急行料金は、利用する営業キロ（運賃計算キロ等ではない）に応じて設定される。
  - 前述の通り、急行列車の普通車の指定席を利用する場合は、あわせて座席指定券（指定席券）を購入する。
  - 同じくグリーン車を利用する場合には急行列車用グリーン券、寝台車を利用する場合には寝台券が別に必要となる（指定席券は不要）。
  - 急行列車の指定券・グリーン券・寝台券は、急行券と同時に申し込むか、当該乗車に有効な急行券を提示した場合に限って購入できる。
- 急行券の有効期限は指定日当日のみである[6]。1個の急行列車に1枚が（乗り換えごとに1枚が）必要となる。
  - ただし、2つの急行列車が一部区間で併結される場合で、併結運転されている間に一方から他方に乗り換える場合は、通しの1枚の急行券で乗車できる。2016年時点ではこの規定が適用される定期急行列車はないが、かつては存在した。
  - また、全車座席指定の急行列車が満席になった場合は、全車座席指定の特別急行列車が満席になった場合と同様、通常の急行券と同額で発売枚数が定められている立席急行券が発売されることがある。立席特急券の項も参照されたい。ただし2016年以降、定期列車で全車座席指定の急行列車はない。
- 急行券と、同時に使用する指定席券・グリーン券・寝台券を一度に購入する場合は、両券をあわせて一枚の券片として（一葉式という）発行されることがある。
  - この場合、指定の列車に乗り遅れた場合は、指定席券部分を放棄し、単独の急行券として、券面区間および同一の営業キロ地帯の最も遠い駅まで利用することができる（旅客営業規則第172条4項）。有効期間は単独の急行券と同様であり、指定席券が必要な場合は指定席券のみを新たに購入する。
  - このような料金券の払い戻しは必ず急行券、指定席券の両方ともに行う。指定席券が使用開始前で有効である場合は、一葉に指定席券の払い戻し手数料のみを適用し、急行券については手数料を徴収しない（同規則第272条4項）。

#### 金額
東日本旅客鉄道（JR東日本）旅客営業規則による大人の普通急行料金を示す（2019年〈令和元年〉10月1日改定）。ただし、金額は例外を除き、JR各社で共通している。小児は半額。なお、10円未満の端数が出た場合は切り捨てる。
| 50 kmまで | 100 kmまで | 150 kmまで | 200 kmまで | 201 km以上 |
| --------- | ---------- | ---------- | ---------- | ---------- |
| 560円     | 760円      | 1,000円    | 1,100円    | 1,320円    |

ただし、以下の場合にはこの料金を使用せず、特に定めた金額となる。下記の区間においては、自由席特急料金が急行料金よりも安価に設定されているためであり、この場合、急行料金と特急料金は同額となる。
- 東日本旅客鉄道管内でB特急料金区間相互のみの利用の場合
  - 50 kmまで : 520円
- 東海旅客鉄道（JR東海）管内で特定特急券設定区間相互のみの利用の場合
「きっぷのルール」には記載されていないが、当該区間で臨時急行列車が運転される際に時刻表の注記で確認することができる。
  - 30 kmまで : 330円

##### 乗継割引
乗り継ぎ料金制度により、新幹線・青森・函館各駅および四国の特急・急行との乗継割引を利用できる。

#### 列車遅延時の取り扱い

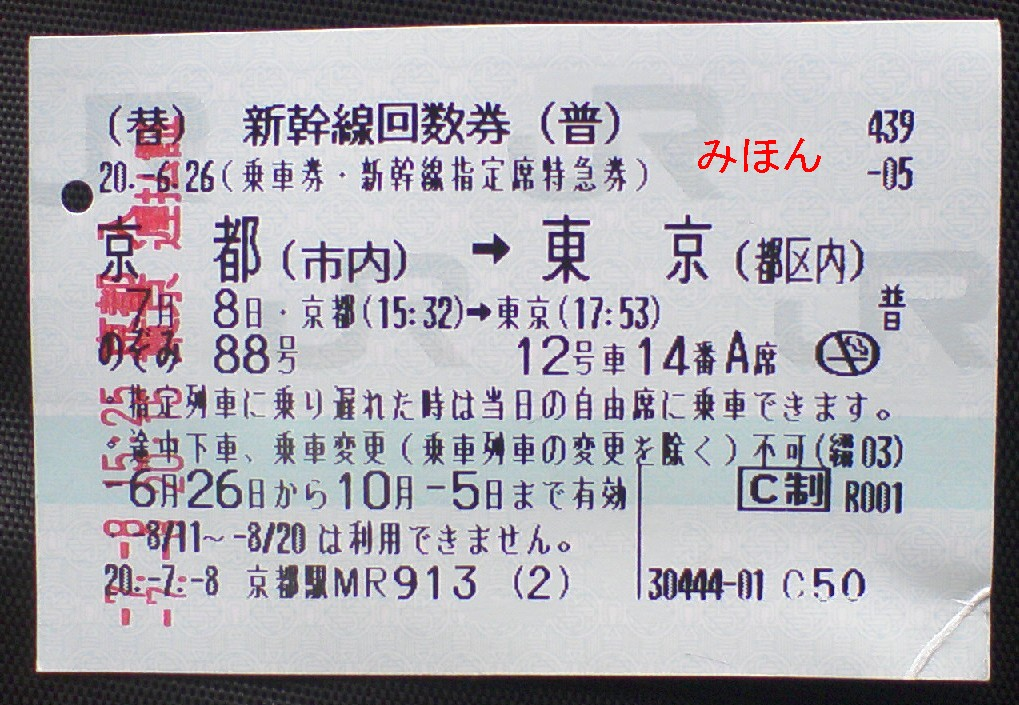
遅延したため「遅払証」の文字が印刷された切符

乗車した急行列車が2時間以上遅延した場合、急行料金については全額が払い戻しされる（旅客営業規則第289条2項）。
- 急行列車の指定席を利用したが、当該列車が遅延による払い戻しの対象となった場合、払い戻しは急行料金についてのみ行われる（後述）。
- このほか、乗車駅において、目的地における2時間以上の遅延が発生しても払い戻しを行わない特約により割引急行券を発売する「遅れ承知」の取り扱いも行われる。この場合の急行料金は通常料額の5割引となる（特別急行券の項も参照されたい）。

#### 特別急行券との差異
特別急行列車（特急）は制度開始当初から、営業政策上、全車指定席での運転を行ってきた。その後全国的な特急列車の増発にあわせて自由席の設備が設けられるようになったが、自由席の利用については従来の特別急行券の料額から座席指定券相当額を差し引いた料額で「自由席特急券」を発売することとなった。これは急行料金制度の経緯と逆であるが、この差異が顕著に表れるのが列車遅延時の取り扱いである。
旅客営業規則第289条2項により、規則上の急行列車が2時間以上遅延した場合、規則上の急行券は全額払い戻しとなるが、急行列車と特急列車とでは次のように扱いが異なる。
|      | 取り扱い | 備考 |
| ---- | --- | --- |
| 急行 | 「急行券」「指定席券」がそれぞれ別々のサービスの対価として扱われ、「より速い旅行の対価」たる「急行券」のみが払戻の対象となる。                                 | 先述の「遅れ承知」により発売される規則上の急行券についても同様であり、急行列車の指定席券については割引対象とならない。 |
| 特急 | 最初から「指定席特急券」「自由席特急券」ともに、全額が「特別急行料金」に位置づけられる。このため、全額が「より速い旅行の対価」として遅延払い戻しの対象となる。 | |

このほか、指定券を購入した列車に乗り遅れた場合の取り扱いも異なる。
|      | 取り扱い | 別の列車を指定席で利用したい場合                                                                             |
| ---- | --- | --- |
| 急行 | 指定席券は無効となるが、急行券自体の効力には影響しないため、有効期間中に発車する券面区間の列車の自由席に乗車できる。 | 指定席券のみを再度購入すれば足りる。                                                                         |
| 特急 | 座席指定券を所持していて当該列車に乗り遅れた場合、その後、当日中に発車する券面区間の列車の自由席に乗車できる 。これは、当該制度が「乗り遅れた旅客の救済措置」と位置づけられ、特急券自体が「無効券」として扱われるためである。なお、自由席料金との差額の払い戻しは請求できない。 | あらためて指定席特急券を購入する必要がある。なお、乗り遅れで使用できなかった特急券の払い戻しは請求できない。 |

### JR線以外

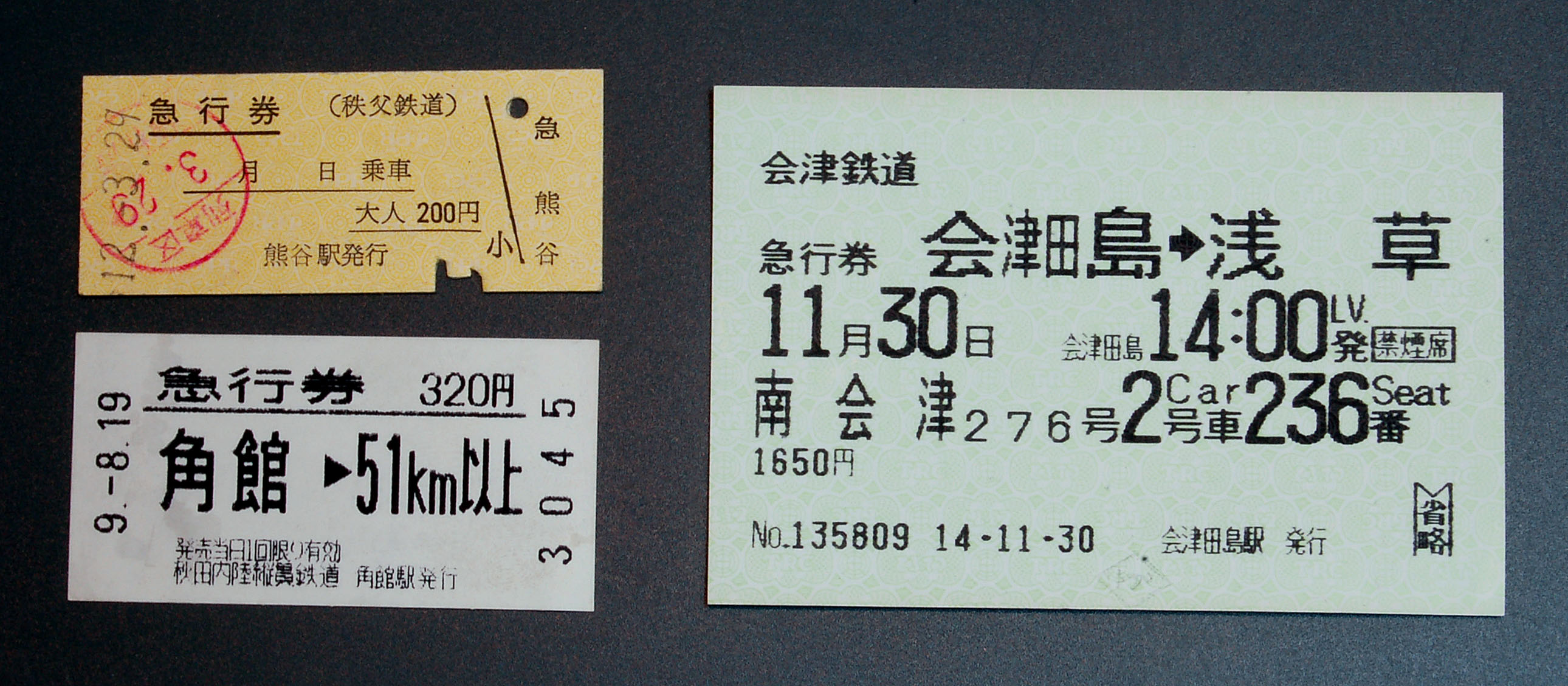
私鉄における急行券の例。なお、右側の「南会津」号は現在は廃止され、会津鉄道と直通運転する東武鉄道の有料急行列車は特急に格上げされている。また、左上の秩父鉄道の急行（「秩父路」号）は、2022年3月12日から2023年3月31日まで料金不要となっていた。

JR線以外では、「急行」の種別は乗車券のみで利用できる速達列車の一種（JR線の快速列車（普通列車）相当）であることが多いが、事業者によっては急行料金を定めている所もある（「急行列車#私鉄・第三セクター鉄道の急行列車」を参照）。
また、紙以外に印刷した特殊な形状として、えちごトキめき鉄道が2023年（令和5年）、夏休み向けイベントとしてTシャツに印刷した急行券を販売した。同券は純粋な急行券ではなく、運賃が含まれた「フリー切符」の一種である。